# Wörthersee Stadion
El Wörthersee Stadion (hasta 2010 llamado Hypo-Arena por razones de patrocinio) es un estadio multiusos localizado en la ciudad de Klagenfurt, Austria. El recinto fue inaugurado en 2007 y fue construido para la Eurocopa 2008. Es sede del equipo austriaco de fútbol SK Austria Klagenfurt y anteriormente del FC Kärnten y SK Austria Kärnten.

## Eventos

### Eurocopa 2008
- El Wörthersee Stadion albergó tres partidos de la Eurocopa 2008. 

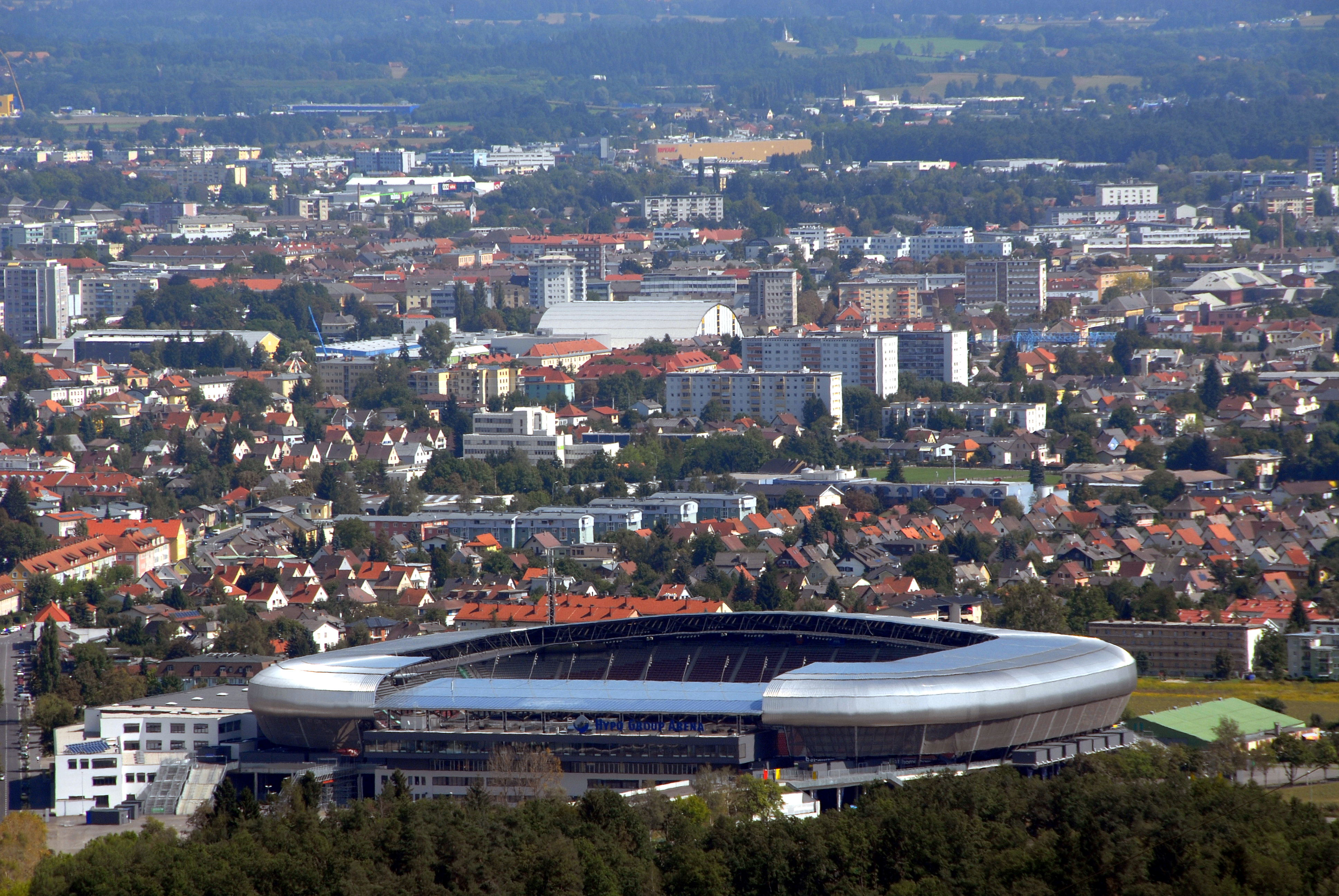
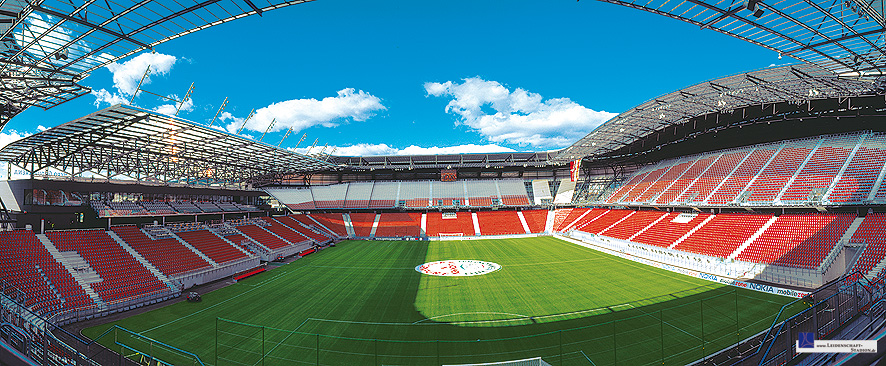

| Fecha               | Selección #1 | Resultado | Selección #2 | Ronda                 | Espectadores |
| ------------------- | ------------ | --------- | ------------ | --------------------- | ------------ |
| 8 de junio de 2008  | Alemania     | 2–0       | Polonia      | Primera fase, Grupo B | 30 461       |
| 12 de junio de 2008 | Croacia      | 2–1       | Alemania     | Primera fase, Grupo B | 30 400       |
| 16 de junio de 2008 | Polonia      | 0–1       | Croacia      | Primera fase, Grupo B | 30 400       |